# Naguib Mahfouz
Naguib Mahfouz (tiếng Ả Rập: نجيب محفوظ Nağīb Maḥfūẓ; 11 tháng 11 năm 1911 – 30 tháng 8 năm 2006) là một nhà văn Ai Cập đoạt giải Nobel Văn học năm 1988. Ông được coi là một trong những nhà văn đương đại đầu tiên của văn học Ả Rập, cùng với Taha Hussein, khám phá các chủ đề về chủ nghĩa hiện sinh. Ông đã xuất bản 34 tiểu thuyết, hơn 350 truyện ngắn, hàng chục kịch bản phim, hàng trăm chuyên mục tạp chí cho các tờ báo Ai Cập, và năm vở kịch trong sự nghiệp 70 năm. Nhiều tác phẩm của ông đã được dựng thành phim Ai Cập và nước ngoài.

## Tuổi thơ và giáo dục
Mahfouz sinh ra trong một gia đình Ai Cập theo đạo Hồi thuộc tầng lớp trung lưu ở Cairo cũ vào năm 1911. Ông là con thứ bảy và là con út, có bốn anh trai và hai chị gái, tất cả đều lớn hơn anh nhiều tuổi. (Theo kinh nghiệm, ông lớn lên như là một "đứa con duy nhất". ") Gia đình Mahfouz sống ở hai quận nổi tiếng của Cairo: đầu tiên, ở khu Bayt al-Qadi trong khu phố Gamaleya trong thành phố cũ, từ nơi họ chuyển vào năm 1924 đến Abbaseya, sau đó là một vùng ngoại ô Cairo mới ở phía bắc thành phố cũ, các địa điểm điều đó sẽ cung cấp bối cảnh cho nhiều tác phẩm sau này của Mahfouz. Cha của ông, Abdel-Aziz Ibrahim, người mà Mahfouz mô tả là "cổ hủ", là một công chức, và Mahfouz cuối cùng đã tiếp bước ông vào năm 1934. Mẹ của Mahfouz, Fatimah, là con gái của Mustafa Qasheesha, một người Al-Azhar sheikh, và mặc dù bản thân không biết chữ, đã đưa cậu bé Mahfouz đi du ngoạn nhiều địa điểm văn hóa như Bảo tàng Ai Cập và các Kim tự tháp.
Gia đình Mahfouz là những người Hồi giáo sùng đạo và Mahfouz có một nền giáo dục Hồi giáo nghiêm ngặt. Trong một cuộc phỏng vấn, ông đã giải thích cặn kẽ về bầu không khí tôn giáo nghiêm khắc ở nhà trong thời thơ ấu của mình. Anh ấy nói rằng "Bạn sẽ không bao giờ nghĩ rằng một nghệ sĩ sẽ xuất hiện từ gia đình đó." 
Cách mạng Ai Cập năm 1919 có ảnh hưởng mạnh mẽ đến Mahfouz, mặc dù lúc đó ông mới 7 tuổi. Từ cửa sổ, ông thường nhìn thấy binh lính Anh bắn vào những người biểu tình, đàn ông và phụ nữ. "Bạn có thể nói... rằng điều khiến an ninh thời thơ ấu của tôi rung chuyển nhất là cuộc cách mạng năm 1919," sau này ông nói.
Trong những năm đầu của mình, Mahfouz đọc nhiều và chịu ảnh hưởng của Hafiz Najib, Taha Hussein và Salama Moussa, trí thức Fabian.
Sau khi hoàn thành chương trình trung học, năm 1930, Mahfouz được nhận vào Đại học Ai Cập (nay là Đại học Cairo), nơi ông học triết học, tốt nghiệp năm 1934. Đến năm 1936, sau một năm làm bằng Thạc sĩ triết học, ông quyết định ngừng việc học và trở thành một nhà văn chuyên nghiệp. Mahfouz sau đó làm phóng viên cho al-Risala, và đóng góp truyện ngắn cho Al-Hilal và Al-Ahram.

## Phục vụ trong cơ quan công quyền
Sau khi nhận bằng cử nhân Triết học tại Đại học Cairo năm 1934, Mahfouz gia nhập ngành dân sự Ai Cập, nơi ông tiếp tục làm việc ở nhiều vị trí và bộ khác nhau cho đến khi nghỉ hưu vào năm 1971. Trước tiên, ông làm thư ký tại Đại học Cairo, sau đó, vào năm 1938, tại Bộ Tài nguyên Hồi giáo (Awqaf) với tư cách thư ký quốc hội cho Bộ trưởng Tài trợ Hồi giáo. Năm 1945, ông yêu cầu chuyển đến thư viện Lăng al-Ghuri, nơi ông phỏng vấn những cư dân trong khu phố thời thơ ấu của mình như một phần của "Dự án cho vay tốt". Trong những năm 1950, ông làm Giám đốc Kiểm duyệt của Cục Nghệ thuật, Giám đốc Quỹ Hỗ trợ Điện ảnh, và cuối cùng là cố vấn cho Bộ Văn hóa.

## Sự nghiệp viết văn

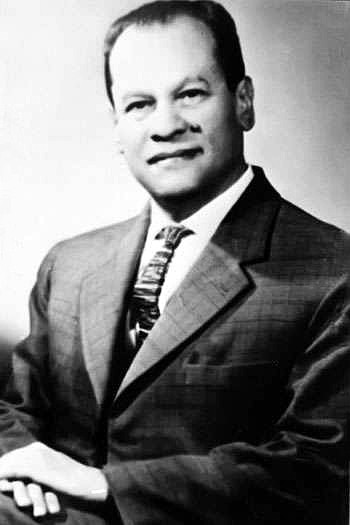
Mahfouz năm 1960

Mahfouz đã xuất bản 34 tiểu thuyết, hơn 350 truyện ngắn, hàng chục kịch bản phim và năm vở kịch trong suốt 70 năm sự nghiệp. Có thể là tác phẩm nổi tiếng nhất của ông, The Cairo Trilogy, miêu tả cuộc sống của ba thế hệ trong các gia đình khác nhau ở Cairo từ Thế chiến thứ nhất cho đến sau cuộc đảo chính quân sự năm 1952 lật đổ Vua Farouk. Ông là thành viên hội đồng quản trị của nhà xuất bản Dar el-Ma'aref. Nhiều tiểu thuyết của ông đã được đăng nhiều kỳ trên Al-Ahram, và các bài viết của ông cũng xuất hiện trên chuyên mục hàng tuần của ông, "Point of View". Trước giải Nobel, chỉ có một số tiểu thuyết của ông xuất hiện ở phương Tây.

### Phong cách và chủ đề
Hầu hết các tác phẩm đầu tiên của Mahfouz đều lấy bối cảnh ở Cairo. Abath Al-Aqdar (Mockery of the Fates) (1939), Rhadopis (1943), và Kifah Tibah (Cuộc đấu tranh của Thebes) (1944) là những tiểu thuyết lịch sử được viết như một phần của dự án 30 tiểu thuyết lớn hơn chưa hoàn thành. Lấy cảm hứng từ Ngài Walter Scott (1771–1832), Mahfouz đã lên kế hoạch đưa toàn bộ lịch sử Ai Cập vào một loạt sách. Tuy nhiên, sau tập thứ ba, sự quan tâm của ông chuyển sang các bối cảnh và các vấn đề hiện tại, cũng như tác động tâm lý của sự thay đổi xã hội đối với những người bình thường.
Văn xuôi của Mahfouz có đặc điểm là diễn đạt thẳng thừng các ý tưởng của ông. Các tác phẩm của ông bao gồm một loạt các chủ đề, bao gồm cả những chủ đề gây tranh cãi và cấm kỵ như chủ nghĩa xã hội, đồng tính luyến ái và Chúa. Một số tác phẩm viết về một số chủ đề này bị cấm ở Ai Cập.
Các tác phẩm của Mahfouz thường đề cập đến sự phát triển của Ai Cập trong thế kỷ 20, đồng thời kết hợp những ảnh hưởng văn hóa và tri thức từ cả Đông và Tây. Việc tiếp xúc với văn học nước ngoài của chính ông bắt đầu từ khi còn trẻ với sự say mê nhiệt tình của truyện trinh thám phương Tây, tác phẩm kinh điển của Nga và các nhà văn hiện đại như Marcel Proust, Franz Kafka và James Joyce. Các câu chuyện của Mahfouz hầu như luôn lấy bối cảnh ở những khu đô thị đông dân cư của Cairo, nơi các nhân vật của ông, thường là những người bình thường, cố gắng đương đầu với sự hiện đại hóa của xã hội và những cám dỗ của các giá trị phương Tây.
Tác phẩm trung tâm của Mahfouz trong những năm 1950 là Bộ ba Cairo, mà ông đã hoàn thành trước Cách mạng tháng Bảy. Các cuốn tiểu thuyết được đặt tên với các tên đường Palace Walk, Palace of Desire và Sugar Street. Mahfouz đặt câu chuyện trong các phần của Cairo, nơi ông lớn lên. Tiểu thuyết mô tả cuộc sống của tộc trưởng el-Sayyed Ahmed Abdel Gawad và gia đình ông qua ba thế hệ, từ Thế chiến I đến những năm 1950, khi Vua Farouk I bị lật đổ. Mahfouz đã ngừng viết vài năm sau khi hoàn thành bộ ba tác phẩm trên.
Thất vọng với chế độ Nasser, mà đã lật đổ chế độ quân chủ vào năm 1952, ông bắt đầu xuất bản trở lại vào năm 1959, với hàng loạt tiểu thuyết, truyện ngắn, báo chí, hồi ký, tiểu luận và kịch bản. Ông tuyên bố trong một cuộc phỏng vấn năm 1998 rằng ông “từ lâu cảm thấy rằng Nasser là một trong những nhà lãnh đạo chính trị vĩ đại nhất trong lịch sử hiện đại. Tôi chỉ bắt đầu đánh giá cao Nasser sau khi ông ấy quốc hữu hóa kênh đào Suez. " 
Cuốn tiểu thuyết năm 1966 của ông Tharthara Fawq Al-Nīl (Adrift on the Nile) là một trong những tác phẩm nổi tiếng nhất của ông. Sau đó nó được dựng thành phim có tên Chitchat trên sông Nile trong thời kỳ Anwar al-Sadat. Truyện phê phán sự suy đồi của xã hội Ai Cập thời Nasser. Nó đã bị Sadat cấm để tránh kích động những người Ai Cập vẫn yêu mến cựu tổng thống Nasser. Bản sao của cuốn sách bị cấm này rất khó tìm thấy trước cuối những năm 1990.
Những đứa trẻ của Gebelawi (1959, còn được gọi là Những đứa trẻ trong thung lũng) một trong những tác phẩm được biết đến nhiều nhất của Mahfouz, khắc họa tộc trưởng Gebelaawi và những đứa con của ông, những người Ai Cập bình thường sống cuộc sống của Cain và Abel, Moses, Jesus và Mohammed. Gebelawi xây một dinh thự trong ốc đảo giữa sa mạc cằn cỗi; gia sản của ông trở thành cảnh của mối thù gia tộc kéo dài qua nhiều thế hệ. "Bất cứ khi nào ai đó chán nản, đau khổ hay nhục nhã, anh ta chỉ vào ngôi biệt thự ở đầu hẻm cuối hẻm mở ra sa mạc, và buồn bã nói: 'Đó là nhà của tổ tiên chúng tôi, chúng tôi đều là con của ông ấy, và chúng tôi có quyền đối với tài sản của mình. Tại sao chúng ta chết đói? Chúng ta đã làm gì? '" Cuốn sách bị cấm trên toàn thế giới Ả Rập ngoại trừ Liban cho đến năm 2006 khi nó được xuất bản lần đầu tiên ở Ai Cập. Tác phẩm đã bị cấm vì bị cáo buộc báng bổ thông qua miêu tả ngụ ngôn về Chúa và các đức tin độc thần của người Áp-ra-ham của Do Thái giáo, Cơ đốc giáo và Hồi giáo.
Vào những năm 1960, Mahfouz đã phát triển thêm chủ đề rằng nhân loại đang ngày càng rời xa Chúa trong các tiểu thuyết hiện sinh của ông. Trong The Thief and the Dogs (1961), ông đã miêu tả số phận của một tên trộm theo chủ nghĩa Marx đã được ra tù và lên kế hoạch trả thù.
Trong những năm 1960 và 1970, Mahfouz bắt đầu xây dựng tiểu thuyết của mình một cách tự do hơn và thường sử dụng độc thoại nội tâm. Trong Miramar (1967), ông đã sử dụng một dạng nhiều câu chuyện kể ngôi thứ nhất. Bốn người kể chuyện, trong số đó có một người theo chủ nghĩa xã hội và một người cơ hội Nasserite, đại diện cho các quan điểm chính trị khác nhau. Ở trung tâm của câu chuyện là một cô gái đầy tớ hấp dẫn. Trong Arabian Nights và Ngày (1981) và trong Hành trình của Ibn Fatouma (1983) ông đã vẽ trên tường thuật Ả Rập truyền thống như subtexts. Akhenaten: Dweller in Truth (1985) đề cập đến xung đột giữa sự thật tôn giáo cũ và mới.
Nhiều tiểu thuyết của ông lần đầu tiên được xuất bản dưới dạng nhiều kỳ, bao gồm Children of Gebelawi và Midaq Alley cũng được chuyển thể thành phim Mexico với sự tham gia của Salma Hayek có tên El callejón de los milagros.

### Ảnh hưởng chính trị

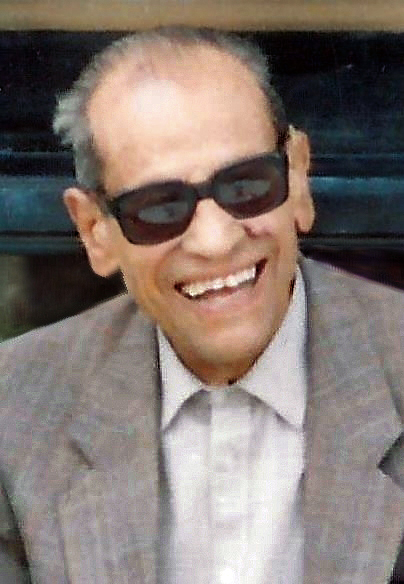
Mahfouz những năm 1990

Hầu hết các bài viết của Mahfouz chủ yếu đề cập đến chính trị, một sự thật mà ông thừa nhận: “Trong tất cả các bài viết của tôi, bạn sẽ tìm thấy chính trị. Bạn có thể tìm thấy một câu chuyện bỏ qua tình yêu hoặc bất kỳ chủ đề nào khác, nhưng không phải chính trị; nó là trục tư duy của chúng ta ".
Ông tán thành chủ nghĩa dân tộc của Ai Cập trong nhiều tác phẩm của mình và bày tỏ thiện cảm với Đảng Wafd thời hậu Thế chiến. Ông cũng bị thu hút bởi những lý tưởng xã hội chủ nghĩa và dân chủ ngay từ khi còn trẻ. Ảnh hưởng của lý tưởng xã hội chủ nghĩa được phản ánh mạnh mẽ trong hai cuốn tiểu thuyết đầu tay của ông, Al-Khalili và New Cairo, cũng như nhiều tác phẩm sau này của ông. Song song với sự đồng cảm của ông đối với chủ nghĩa xã hội và dân chủ là sự ác cảm của ông đối với chủ nghĩa cực đoan Hồi giáo.
Thời trẻ, Mahfouz từng quen biết Sayyid Qutb khi Qutb tỏ ra quan tâm đến phê bình văn học hơn là chủ nghĩa chính thống Hồi giáo; Qutb sau đó đã trở thành một người có ảnh hưởng đáng kể đối với Tổ chức Anh em Hồi giáo. Vào giữa những năm 1940, Qutb là một trong những nhà phê bình đầu tiên công nhận tài năng của Mahfouz, và đến những năm 1960, gần cuối đời Qutb, Mahfouz thậm chí còn đến thăm ông trong bệnh viện. Nhưng sau đó, trong cuốn tiểu thuyết bán tự truyện Mirrors, Mahfouz đã vẽ một bức chân dung tiêu cực về Qutb. Ông vỡ mộng với cuộc cách mạng năm 1952 và thất bại của Ai Cập trong Chiến tranh sáu ngày năm 1967. Ông đã ủng hộ các nguyên tắc của cuộc cách mạng, nhưng trở nên thất vọng, nói rằng các thực hành không phù hợp với lý tưởng ban đầu.
Các tác phẩm của Mahfouz đã ảnh hưởng đến một thế hệ luật sư Ai Cập mới, bao gồm Nabil Mounir và Reda Aslan.

### Đón nhận
Các tác phẩm dịch của Mahfouz nhận được nhiều lời khen ngợi từ các nhà phê bình Mỹ:
"Những con hẻm, những ngôi nhà, cung điện và nhà thờ Hồi giáo và những người sống giữa chúng được gợi lên một cách sống động trong tác phẩm của Mahfouz cũng như những đường phố ở London được Dickens gợi lên." - Newsweek 
"Xuyên suốt tiểu thuyết của Naguib Mahfouz có một ý nghĩa ẩn dụ lan tỏa, về một nghệ sĩ văn học đang sử dụng tiểu thuyết của mình để nói trực tiếp và rõ ràng về tình trạng của đất nước mình. Tác phẩm của anh ấy thấm đẫm tình yêu đối với đất nước và con người Ai Cập, nhưng cũng vô cùng trung thực và không ủy mị. " - Bưu điện Washington 
"Tác phẩm của Mahfouz mang một sắc thái mới mẻ và trữ tình đầy ám ảnh. Giải Nobel thừa nhận tầm quan trọng phổ quát của tiểu thuyết [của ông]. " - Thời báo Los Angeles 
"Ông Mahfouz thể hiện bản chất của những gì đã làm cho con người ở Cairo bầm dập, hung hãn và hỗn loạn." - The Economist 

### Giải Nobel Văn học
Mahfouz được trao giải Nobel Văn học năm 1988, là nhà văn Ả Rập duy nhất giành được giải thưởng này. Ngay sau khi giành được giải thưởng, Mahfouz đã nói:
The Nobel Prize has given me, for the first time in my life, the feeling that my literature could be appreciated on an international level. The Arab world also won the Nobel with me. I believe that international doors have opened, and that from now on, literate people will consider Arab literature also. We deserve that recognition.

Bức thư Thụy Điển gửi Mahfouz ca ngợi "các tác phẩm phong phú và phức tạp" của ông:
[It] invites us to reconsider the fundamental things in life. Themes like the nature of time and love, society and norms, knowledge and faith recur in a variety of situations and are presented in thought-provoking, evocative, and clearly daring ways. And the poetic quality of your prose can be felt across the language barrier. In the prize citation you are credited with the forming of an Arabian narrative art that applies to all mankind.

Vì đã cao tuổi, việc đi đến Thụy Điển khó khăn nên Mahfouz  đã không tham dự lễ trao giải.

### Tham gia vào chính trị
Mahfouz không thu mình trước những tranh cãi bên ngoài công việc của mình. Do hậu quả của việc ông ủng hộ hiệp ước hòa bình Trại David với Israel vào năm 1978, sách của ông đã bị cấm ở nhiều nước Ả Rập cho đến sau khi ông đoạt giải Nobel. Giống như nhiều nhà văn và trí thức Ai Cập, Mahfouz nằm trong "danh sách tử hình" của những người theo chủ nghĩa chính thống Hồi giáo.
Ông bênh vực nhà văn Anh-Ấn Độ Salman Rushdie sau khi Ayatollah Ruhollah Khomeini lên án Rushdie và tuyên án tử hình trong một fatwa năm 1989, nhưng cũng chỉ trích cuốn tiểu thuyết Rushdie của The Satanic Verses là "xúc phạm" đối với đạo Hồi. Mahfouz tin vào quyền tự do ngôn luận, và mặc dù cá nhân ông không đồng ý với việc làm của Rushdie, ông đã lên tiếng phản đối việc fatwa kết án tử hình Rushdie vì điều đó.
Năm 1989, sau khi fatwa của Ayatollah Khomeini của kêu gọi Rushdie và nhà xuất bản của ông bị giết, Mahfouz gọi Khomeini một kẻ khủng bố. Ngay sau đó, Mahfouz đã cùng với 80 trí thức khác tuyên bố rằng "không có sự báng bổ nào làm tổn hại đến Hồi giáo và những người theo đạo Hồi nhiều như lời kêu gọi sát hại một nhà văn." 

## Nỗ lực ám sát
Sự xuất hiện của The Satanic Verses đã làm sống lại những tranh cãi xung quanh cuốn tiểu thuyết Children of Gebelawi của Mahfouz. Những lời đe dọa tử thần chống lại Mahfouz theo sau, bao gồm cả một từ "cảnh sát mù", Omar Abdul-Rahman gốc Ai Cập. Mahfouz được cảnh sát bảo vệ, nhưng vào năm 1994, một kẻ cực đoan đã tấn công tiểu thuyết gia 82 tuổi bằng cách đâm vào cổ ông bên ngoài nhà của ông ở Cairo.
Ông sống sót, nhưng vĩnh viễn bị ảnh hưởng do tổn thương dây thần kinh của chi trên bên phải. Sau sự cố, Mahfouz không thể viết quá vài phút mỗi ngày và do đó ngày càng ít tác phẩm hơn. Sau đó, ông sống dưới sự bảo vệ thường xuyên của vệ sĩ. Cuối cùng, vào đầu năm 2006, cuốn tiểu thuyết được xuất bản tại Ai Cập với lời tựa do Ahmad Kamal Aboul-Magd viết. Sau những lời đe dọa, Mahfouz ở lại Cairo với luật sư của mình, Nabil Mounir Habib. Mahfouz và Mounir sẽ dành phần lớn thời gian trong văn phòng của Mounir; Mahfouz đã sử dụng thư viện của Mounir làm tài liệu tham khảo cho hầu hết các cuốn sách của mình. Mahfouz ở với Mounir cho đến khi ông qua đời.

## Đời tư
Mahfouz vẫn độc thân cho đến năm 43 tuổi vì ông tin rằng, với vô số hạn chế và hạn chế, hôn nhân sẽ cản trở tương lai văn học của ông. "Tôi sợ hôn nhân... đặc biệt là khi tôi thấy các anh chị em của mình bận rộn với các sự kiện xã hội vì nó. Lúc thì đi thăm người ta, sau đó lại mời người ta đến. Tôi có ấn tượng rằng cuộc sống hôn nhân sẽ chiếm hết thời gian của tôi. Tôi thấy mình sẽ ngập trong những chuyến thăm và tiệc tùng. Không có tự do. " 
Tuy nhiên, vào năm 1954, ông lặng lẽ kết hôn với một phụ nữ Chính thống giáo Coptic từ Alexandria, Atiyyatallah Ibrahim, và ông có hai con gái, Fatima và Umm Kalthum. Hai vợ chồng ban đầu sống trên một ngôi nhà thuyền ở khu vực Agouza của Cairo trên bờ Tây sông Nile, sau đó chuyển đến một căn hộ ven sông trong cùng khu vực. Mahfouz tránh tiếp xúc với công chúng, đặc biệt là những câu hỏi về cuộc sống riêng tư của mình, điều này có thể trở thành "một chủ đề ngớ ngẩn trong các tạp chí và chương trình phát thanh".

## Tác phẩm
- Bản dịch sang tiếng Ả Rập tác phẩm Ancient Egypt (1932) مصر القديمة của của James Baikie
- Whisper of Madness (Tiếng thì thầm cuồng dại, 1938) همس الجنون tập truyện ngắn
- Mockery of the Fates (Số phận trớ trêu, 1939) عبث الأقدار. His first full-length novel, translated title in English Khufu's Wisdom. tiểu thuyết
- Rhadopis of Nubia (1943) رادوبيس
- The Struggle of Thebes (1944) كفاح طيبة
- Cairo Modern (1945) القاهرة الجديدة
- Khan al-Khalili (1945)خان الخليلي
- Midaq Alley (1947) زقاق المدق
- The Mirage (1948) السراب
- The Beginning and the End (1950) بداية ونهاية
- Palace Walk (Giữa những lâu đài, 1956) بين القصرين (Cairo Trilogy, Part 1)
- Palace of Desire (Chính quyền bền vững, 1957) قصر الشوق (Cairo Trilogy, Part 2)
- Sugar Street (Ngôi nhà em yêu, 1957) السكرية (Cairo Trilogy, Part 3)
- Children of Gebelawi (1959) أولاد حارتنا
- The Thief and the Dogs (1961) اللص والكلاب
- Quail and Autumn (Chim cút mùa thu, 1962) السمان والخريف tiểu thuyết
- God's World (1962) دنيا الله
- Zaabalawi (1963)زعبلاوي
- The Search (Ánh sáng của Thượng đế, 1964) الطريق tiểu thuyết
- The Beggar (1965) الشحاذ
- Adrift on the Nile (Tiếng huyên náo trên dòng sông Nil, 1966) ثرثرة فوق النيل tiểu thuyết
- Miramar (Tấm gương, 1967) ميرامار tiểu thuyết
- The Pub of the Black Cat (1969) خمارة القط الأسود
- A story without a beginning or an ending (1971) حكاية بلا بداية ولا نهاية
- The Honeymoon (1971) شهر العسل
- Mirrors (1972) المرايا
- Love under the rain (Tình yêu trong mưa, 1973) الحب تحت المطر tiểu thuyết
- The Crime (1973) الجريمة
- al-Karnak (1974) الكرنك
- Stories from Our Neighbourhood (حكايات حارتنا (1975
- Respected Sir (1975) حضرة المحترم
- The Harafish (Anh hùng ca Harafish, 1977) ملحمة الحرافيش sử thi
- Love above the Pyramid Plateau (1979) الحب فوق هضبة الهرم
- The Devil Preaches (1979) الشيطان يعظ
- Love and the Veil (1980) عصر الحب
- Arabian Nights and Days (1981) ليالي ألف ليلة
- Wedding Song (1981) أفراح القبة
- One hour remains (1982) الباقي من الزمن ساعة
- The Journey of Ibn Fattouma (1983) رحلة ابن فطومة
- Akhenaten, Dweller in Truth (1985) العائش فى الحقيقة
- The Day the Leader was Killed (1985) يوم مقتل الزعيم
- The Hunger (Al-Go'a) (1986) الجوع
- Morning and Evening Talk (1987) حديث الصباح والمساء
- Fountain and Tomb (1988)
- Echoes of an Autobiography (1994)
- Dreams of the Rehabilitation Period (2004) أحلام فترة النقاهة
- The Seventh Heaven (2005)